# 市川門之助 (7代目)
七代目 市川 門之助（しちだいめ いちかわ もんのすけ、昭和3年（1928年）9月7日 - 平成2年（1990年）10月13日）は歌舞伎役者。屋号は瀧乃屋。定紋は四ツ紅葉。俳名に白魚がある。また舞踊家として花柳 蔦壽郎（はなやぎ ちょうじゅろう）も名乗った。本名は相馬 孝至（そうま たかし）。

## 来歴
東京市渋谷区宇田川町の生まれ。生後まもなく二代目市川松蔦の養子となる。
昭和10年 (1935年) 4月に初代市川たか志を名乗り初舞台。昭和21年 (1946) 8月、三代目市川松蔦を襲名。この頃は二代目市川猿之助一座で活躍。昭和38年 (1963) 2月に七代目市川門之助を襲名、以後は尾上菊五郎劇団に属した。
昭和52年 (1977年) 日立新キドスカープのCMに出演、話題を呼ぶ。 
長男に八代目市川門之助がいる。妻の弟（義理の弟）は二代目市川たか志（廃業）。

## 演出
- NHK大河ドラマ
  - 赤穂浪士（1964年、NHK）
  - 太閤記（1965年、NHK） - 千道安 役
  - 源義経（1966年、NHK） - 佐々木盛綱 役

## 主な受賞
- 菊五郎劇団賞
- 松竹社長賞
- イタリア・ボローニャ市文化功労賞